# Jeep Renegade
Jeep Renegade (укр. Джип Ренегат) — компактний кросовер довжиною 4,2 м американської компанії Jeep.

## Опис

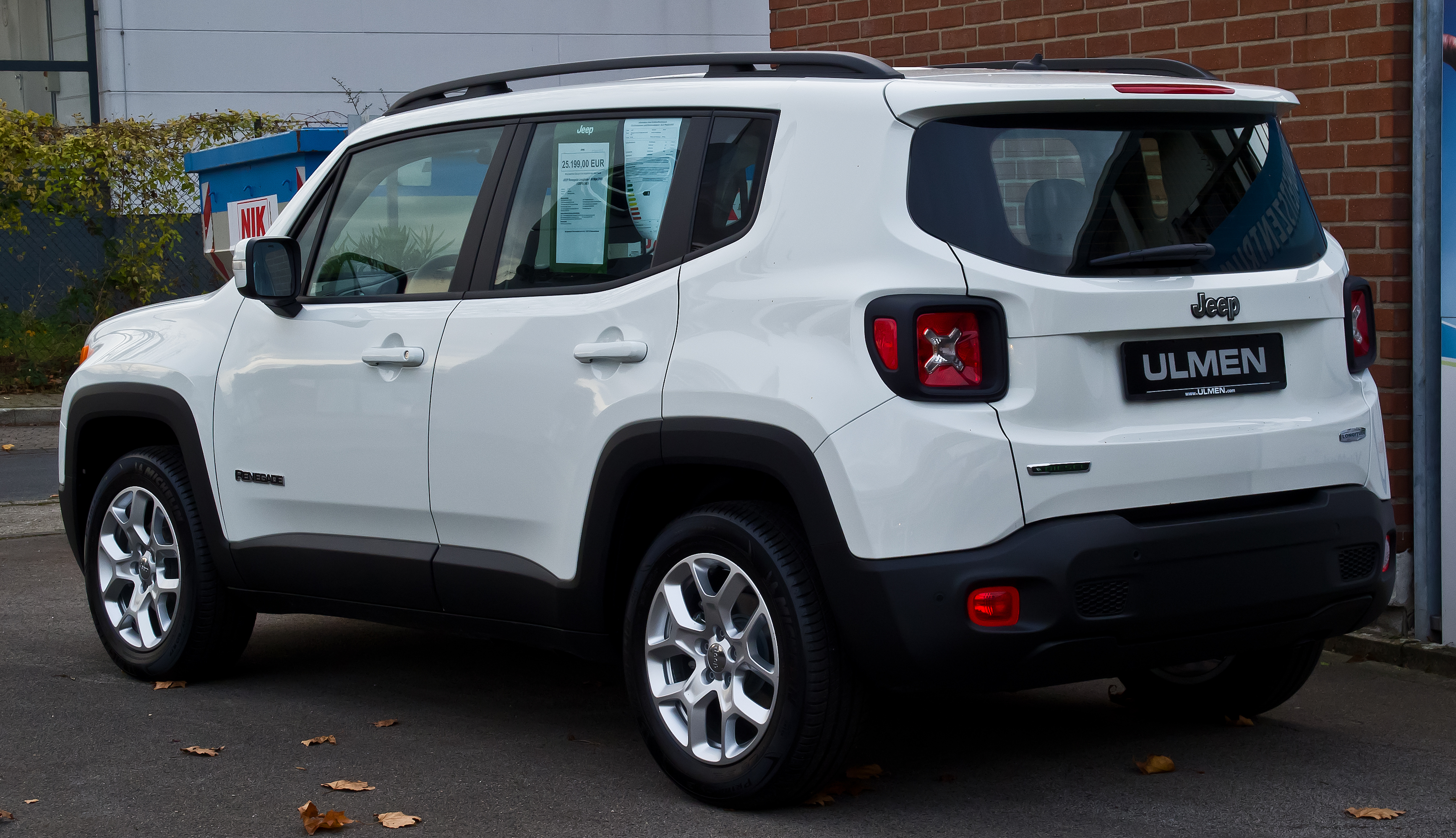
Jeep Renegade 1.6 MultiJet 2WD Latitude

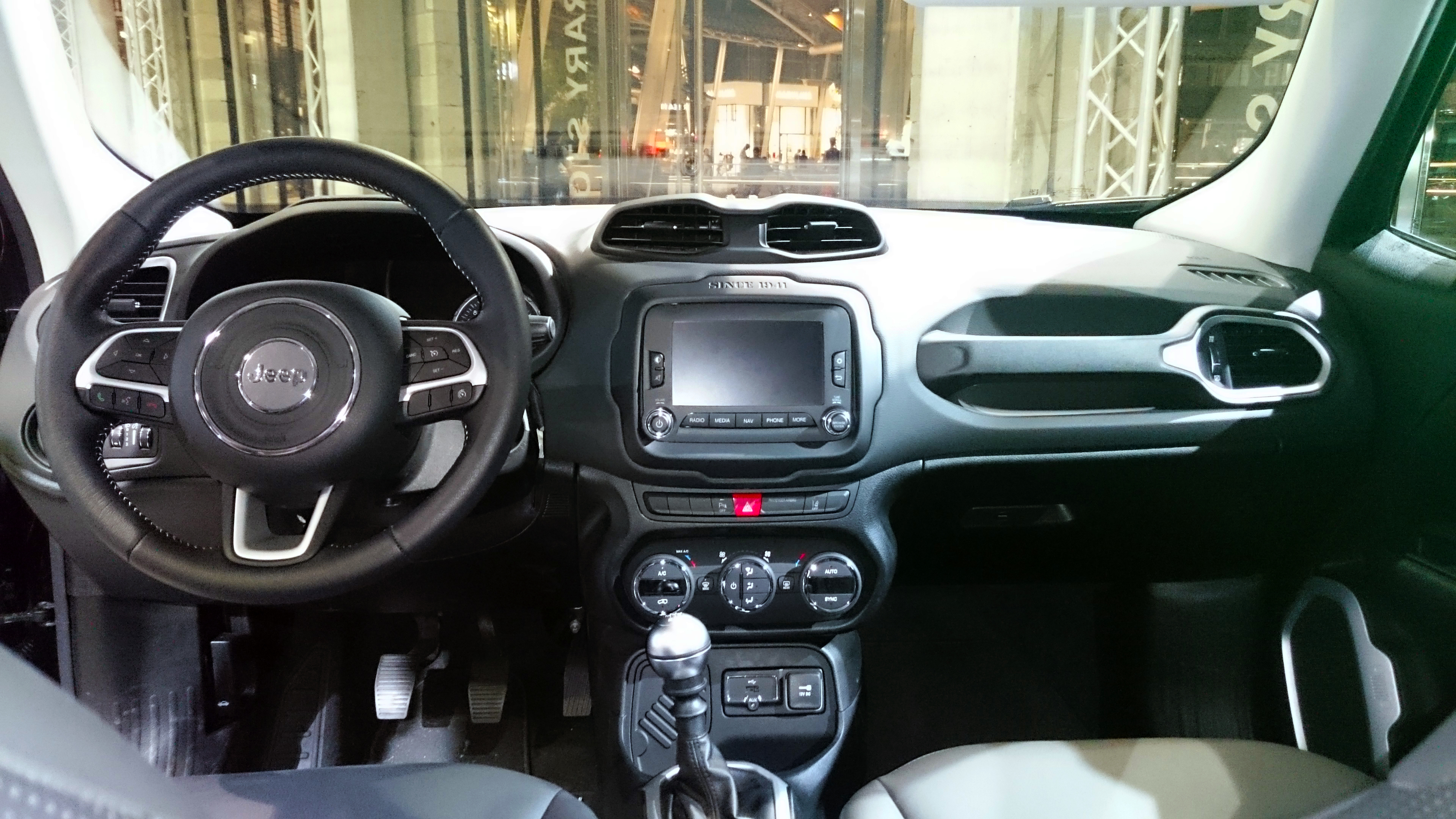
Jeep Renegade

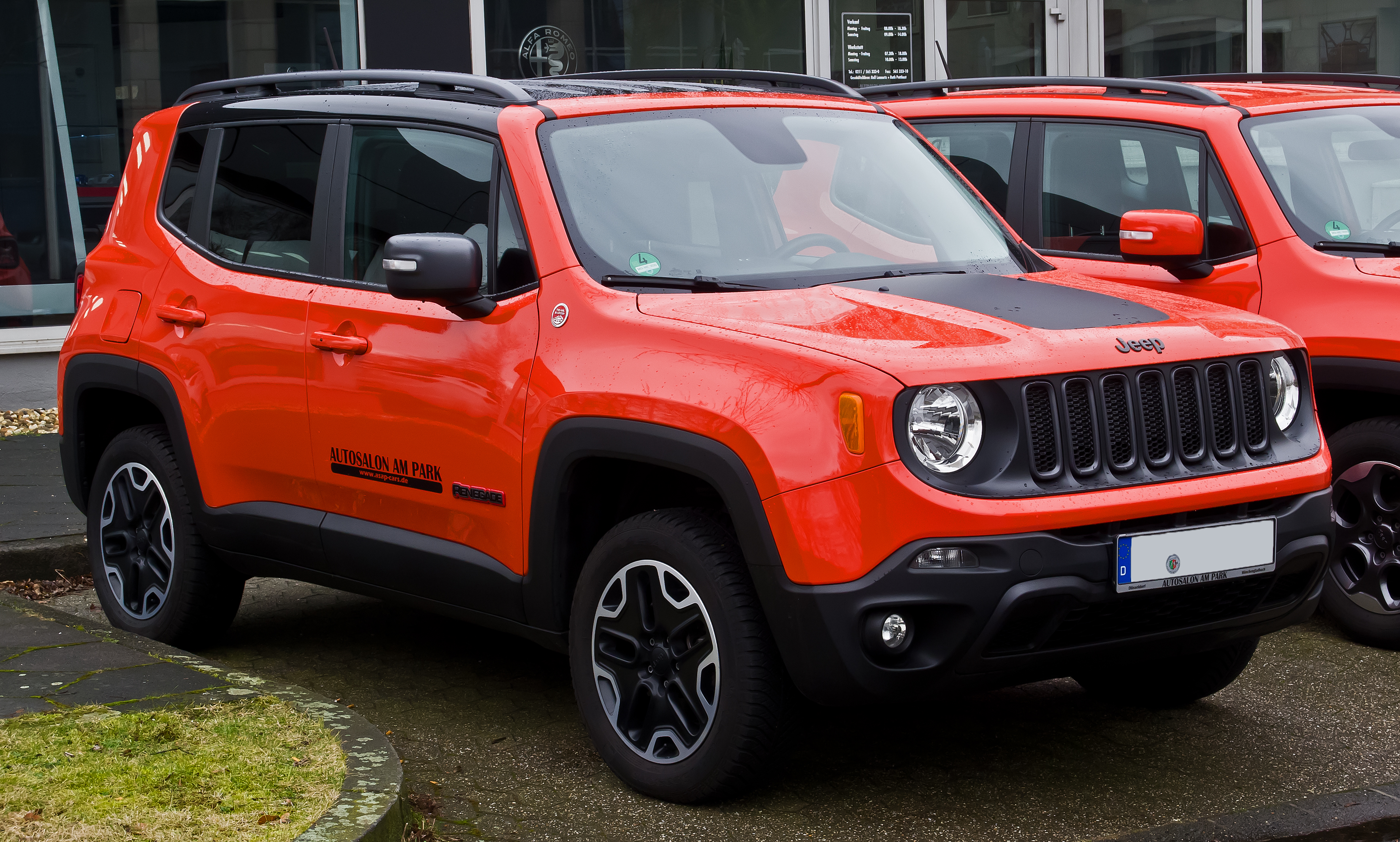
Jeep Renegade 2.0 MultiJet 4WD Trailhawk

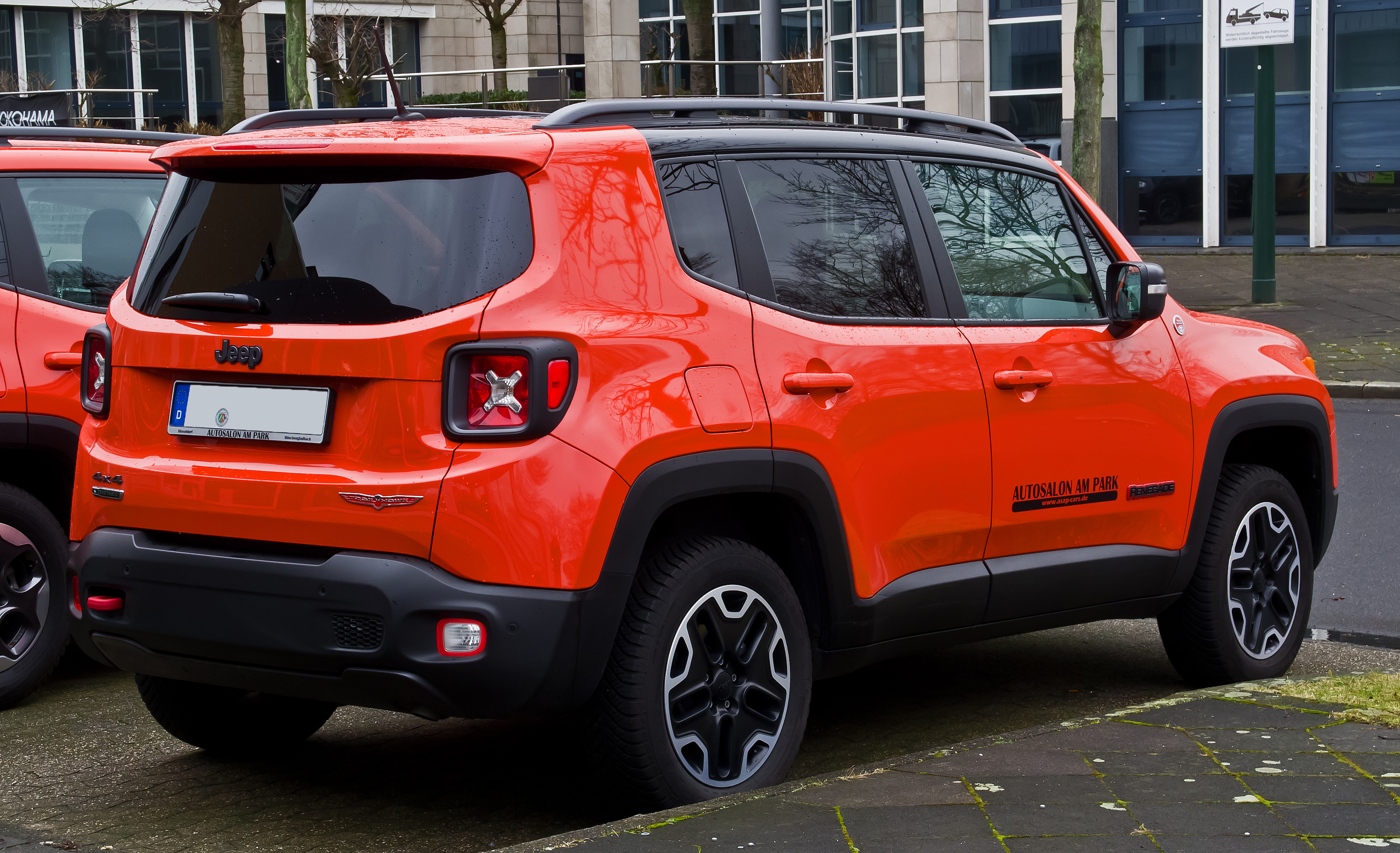
Jeep Renegade 2.0 MultiJet 4WD Trailhawk

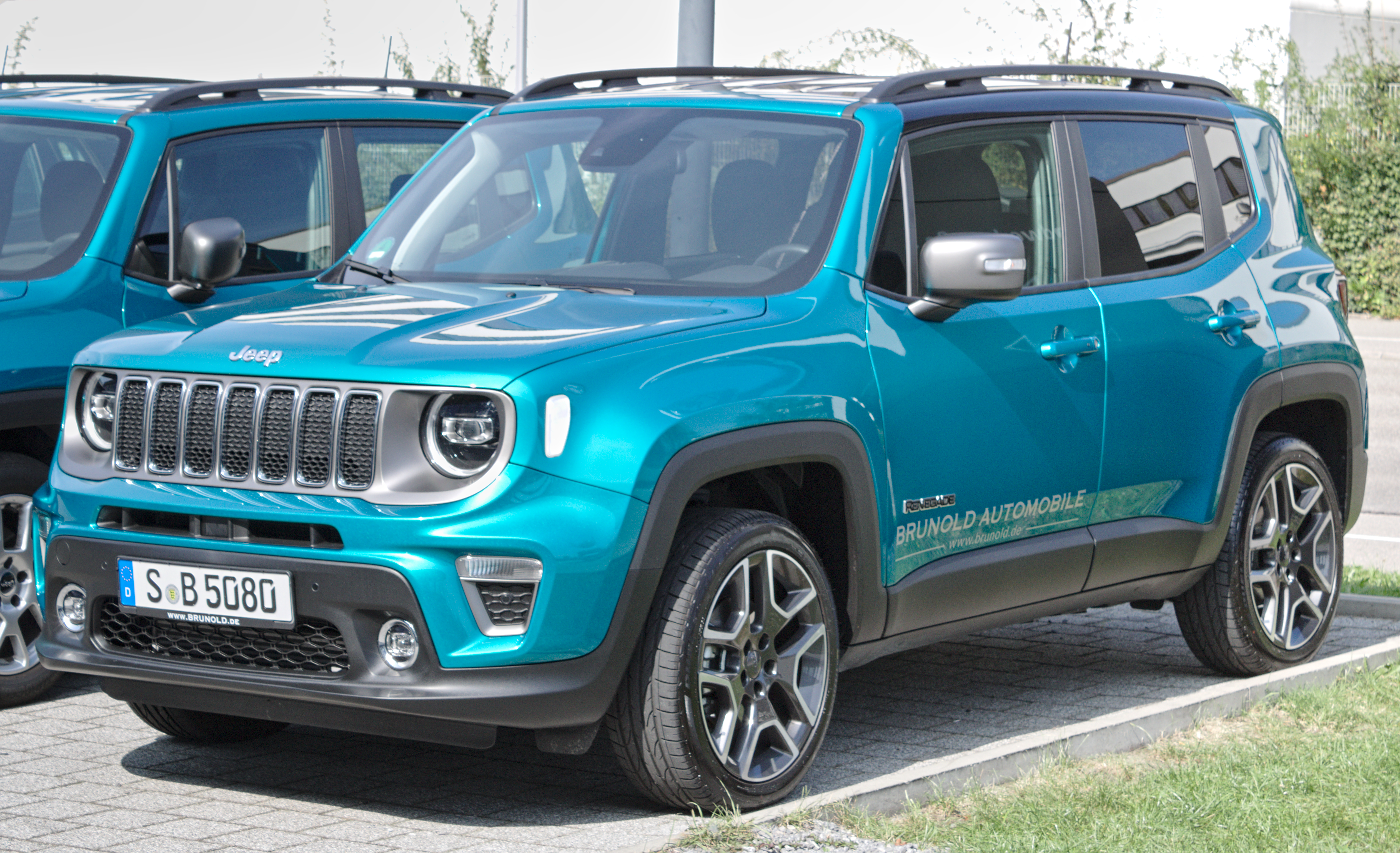
Jeep Renegade 2.0 MultiJet 4WD (з 2018)

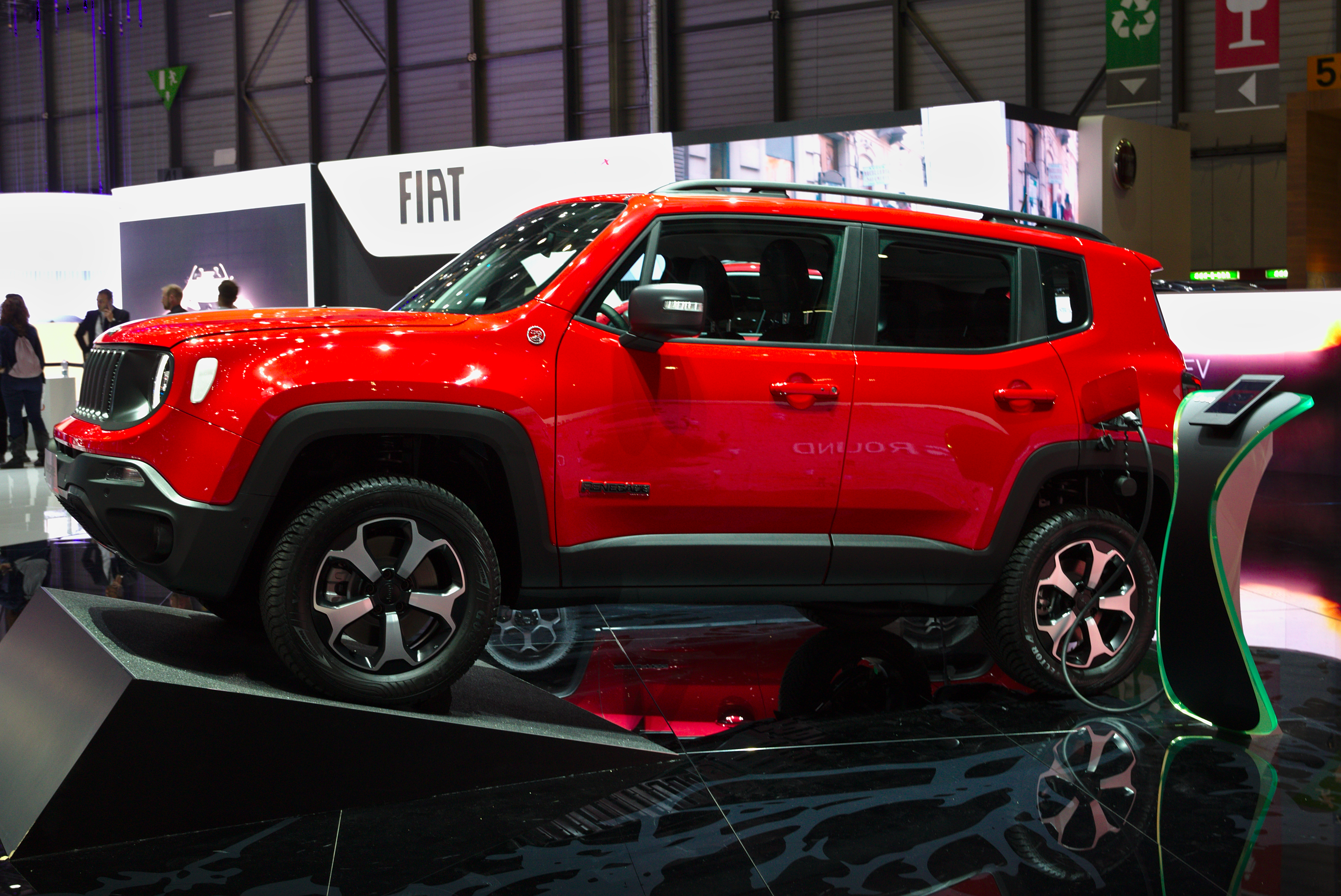
Jeep Renegade 4x4e (з 2019)

Світова прем'єра серійного автомобіля відбулася на Женевському автосалоні на початку березня 2014 року. Стилістично Renegade нагадує брутальний Wrangler. Спочатку пропонувалось назвати кросовер Jeepster або Junior, але потім було прийнято рішення автомобіль назвати Renegade.
Кросовер Jeep Renegade побудований на платформі GM Fiat Small Wide 4x4, як і позашляховик Fiat 500X. Автомобіль пропонується як з переднім, так і з повним приводом. У гамму двигунів увійшов двигун Fiat 1.4 л в декількох варіантах форсування. Збірку моделі в місті Мельфі (Італія) налагодили в 2014 році. Планований щорічний обсяг випуску становить 150 000 штук.
Автомобіль може продаватися з переднім або повним приводом. Система повного приводу може працювати в чотирьох режимах — Сніг, Спорт, Бруд/Пісок і автоматичному. При цьому в версії Trailhawk можна розраховувати і на п'ятий режим — Камені, а також на примусове блокування центрального диференціала, понижувальну передачу, систему допомоги при спуску і збільшений на 20 мм дорожній просвіт, хоча він і без того не маленький. При цьому кути в'їзду і з'їзду у Renegade рівні 30,5 і 34,3 градуса відповідно, кут рампи складає 25,7 градуса, а глибина подоланого броду — 480 мм.
Автомобіль пропонується в комплектаціях: Sport, Latitude, Limited, Trailhawk.
Базова модель постачається з AM/FM радіо, USB-портом, водійським сидінням з шістьма режимами налаштування, електроприводом вікон та дверних замків і 16-дюймовими литими дисками коліс. На жаль, такі елементи, як кондиціонер та Bluetooth, у базу моделі не увійшли. Отримати їх можна, перейшовши до комплектації Latitude, яка також пропонує: інформаційно-розважальну систему Uconnect з 5-дюймовим сенсорним екраном, камеру заднього виду та протитуманні фари.  Система повного приводу опційна для всіх моделей, окрім Trailhawk. Слід також пам’ятати, що при бажанні отримати автоматичну коробку, варто обирати 2.4-літровий двигун. Він стандартний для Limited і Trailhawk, та опційний для інших. До переліку опцій, які можна зустріти у різних комплектаціях, відносяться: моніторинг сліпих зон, система слідкування за розміткою, шкіряні сидіння, навігаційна система, аудіосистема Beats на 9 динаміків та 506 ват потужності, з’ємні подвійні панелі даху «My Sky», склоочисники з сенсорами дощу, двозонний клімат-контроль та задні сенсори паркування. 
У 2021 році Jeep розширив список стандартних функцій безпеки Renegade. Виробник також оновив інформаційно-розважальну систему моделі 7-дюймовим сенсорним дисплеем та стандартними Apple CarPlay і Android Auto.
Jeep Renegade було припинено в США та Канаді після 2023 модельного року через зниження попиту.  Він продовжує продаватися в Мексиці, Південній Америці та на інших ринках.

## Двигуни
| Модель                    | Об'єм см³ | Циліндри/ Клапани | Потужність кВт (к.с.) при об/хв | Крутний мемент Нм при об/хв |  |
| Бензинові                 |           |                   |                                 |                             |  |
| FCA 1,0 л GSE             | 999       | 3/12              | 88 (120) / 5750                 | 190 / 1750                  |  |
| FCA 1,3 л GSE             | 1332      | 4/16              | 132 (180) / 5750                | 270 / 1850                  |  |
| FCA 1,3 л GSE             | 1332      | 4/16              | 110 (150) / 5500                | 270 / 1850                  |  |
| Fiat 1,4 л FIRE           | 1368      | 4/16              | 103 (140) / 5000                | 230 / 1750                  |  |
| Fiat 1,4 л FIRE           | 1368      | 4/16              | 125 (170) / 5500                | 250 / 2500                  |  |
| Chrysler 2,0 л Tigershark | 1999      | 4/16              | 114 (155) /                     | 190 /                       |  |
| Chrysler 2,4 л Tigershark | 2360      | 4/16              | 137 (186) / 6400                | 240 / 4400                  |  |
| Дизельні                  |           |                   |                                 |                             |  |
| Fiat 1,6 л MultiJet2      | 1598      | 4/16              | 70 (95) / 3750                  | 320 / 1750                  |  |
| Fiat 1,6 л MultiJet2      | 1598      | 4/16              | 88 (120) / 3750                 | 320 / 1750                  |  |
| Fiat 2,0 л MultiJet2      | 1956      | 4/16              | 88 (120) / 3750                 | 320 / 1750                  |  |
| Fiat 2,0 л MultiJet2      | 1956      | 4/16              | 103 (140) / 3750                | 350 / 1750                  |  |
| Fiat 2,0 л MultiJet2      | 1956      | 4/16              | 125 (170) / 3750                | 350 / 1750                  |  |
| Газові                    |           |                   |                                 |                             |  |
| Fiat 1,6 л E.torq         | 1598      | 4/16              | 81 (110) / 5500                 | 152 / 4500                  |  |
| Fiat 1,8 л E.torq         | 1747      | 4/16              | 98 (132) / 5250                 | 185 / 4500                  |  |

## Продажі
| Календарний рік | США     | Канада | Світ    |
| --------------- | ------- | ------ | ------- |
| 2014            | 0,0     | 0,0    | 9,568   |
| 2015            | 60,946  | 2,261  | 158,351 |
| 2016            | 106,606 | 2,355  |         |